# Yesterday's Children
Yesterday's Children (bra: Minha Vida na Outra Vida) é um filme estadunidense de 2000, do gênero drama biográfico, dirigido por Marcus Cole, com roteiro de Sarah Bird e Richard Leder baseado no livro autobiográfico de Jenny Cockell.

## Sinopse
A americana Jenny (Jane Seymour) tem visões e sonhos de sua última encarnação, como irlandesa chamada Mary que teria morrido em 1932, aos 37 anos. Jenny faz desenhos de uma igreja e tem lembranças geográficas de Malahide, onde teria morado na Irlanda. Intrigada, Jenny viaja até lá em busca de seus filhos da existência passada.

## Elenco
- Jane Seymour .... Jenny Cole/Mary Sutton
- Clancy Brown .... Doug Cole
- Kyle Howard .... Kevin Cole
- Denis Conway .... Father Kelly
- Eoin McCarthy .... John Sutton
- Cillian Caffrey .... Sonny jovem
- Stanley Anderson .... Dr. Christopher Garrison
- Claire Bloom .... Maggie
- Hume Cronyn .... Sonny Sutton
- Peadar Lamb .... Arthur McSweeney
- Conor Evans .... Thomas Layden
- Angus MacInnes .... Sam Casey
- Frances Burke .... Elizabeth Sutton
- Paul Kennedy .... Doutor irlandês
- Eric Weitz .... Martin Green
- Tayla Muldowney ... Elizabeth jovem
- Devon Murray ... Geoffrey jovem
- Cian McCormack ... Frank jovem
- James McClatchie ... Frank
- Una Minto ... Elizabeth
- Anne Kent ... Senhora O'Neill
- Lourenço Paes... Well Guniver